# شفق (ديزني)
الأميرة شفق (المعروفة أيضًا باسم «الجميلة النائمة»  هي شخصية خيالية تستند على حكاية «الجميلة النائمة» للكاتب شارل بيرو فضلا عن رواية الأخوان غريم في رواية "Little Briar Rose"، ظهرت لأول مرة في فيلم الرسوم المتحركة السادس عشر «لوالت ديزني بيكتشرز» الأميرة النائمة عام 1959.
أورورا هي الابنة الوحيدة للملك ستيفان والملكة ليا. وانتقاماً لعدم دعوتها إلى حفل تعميد أورورا، حلت الجنية الشريرة «مالفيسينت» بالحفل لترمي تعويدة لعينة على المولودة الصغيرة وتنبأ الجميع بموتها لحظة عيد ميلادها السادس عشر عن طريق وخز إصبعها على مغزل عجلة دوارة. ولإنقاد حياتها تغير إحدى الجنيات التي لم تهدي أمنيتها اللعنة إلى سبات عميق ينكسر بقبلة من أمير شجاع.
حاول والت ديزني لسنوات عديدة العثور على ممثلة مناسبة تجسد الأداء الصوتي لبطلة الفيلم لدرجة كاد يتخلى فيها عن المشروع بالكامل حتى تم اكتشاف الممثلة ماري كوستا من قبل المؤلف والتر شومان ورغم لهجتها الجنوبية التي كادت أن تكلفها الدور إلا أن كوستا أثقنت اللهجة البريطانية للفيلم.
حقق فيلم الأميرة النائمة عند إصدره عام 1959 فشلا ذريعا على المستوى النقدي والتجاري، مما أحبط أستوديوهات ديزني على اقتباس الحكايات الخيالية في أفلام الرسوم المتحركة على مدى عقود.
لتظل الأميرة أورورا أخر أميرات ديزني مدة 30 عامًا حتى ظهور فيلم حورية البحر عام 1989.

## الأعمال

### الأفلام
- الأميرة النائمة (فيلم) 1959
- ملافسينت (فيلم) (2014)
- أميرات ديزني حكايات مسحورة : اتبع أحلامك

## روابط خارجية
- أورورا على موقع ميوزك برينز (الإنجليزية)